# Whapmagoostui (municipalité de village cri)
Pour les articles homonymes, voir Whapmagoostui.
Whapmagoostui (en cri : ᐧᐋᐸᒣᑯᔥᑐᐃ ou Waapamekushtui) est une municipalité de village cri située en Eeyou Istchee, dans la région administrative du Nord-du-Québec, au Québec. Il s'agit d'une zone non urbanisée et dépourvue d'infrastructures publiques. 
Bien qu'administrativement dans Eeyou Istchee, il s'agit de la seule localité crie située au Nunavik.

## Toponymie
Whapmagoostui signifie « rivière du béluga » ou « lieu du béluga ».

## Géographie
Localisé près de l'embouchure de la Grande rivière de la Baleine, c'est le seul village cri du Nunavik, malgré cela, il est administrativement relié au territoire équivalent d'Eeyou Istchee, dont il constitue le village cri le plus septentrional. 
Le territoire de la municipalité de village cri de Whapmagoostui est en fait constitué de deux sections non contiguës qui sont situées de part et d'autre de la terre réservée crie de Whapmagoostui. Le territoire n'est pas habité en permanence et est dépourvu d'infrastructures publiques.
La première section de la municipalité de village cri est située sur la rive sud de la Grande rivière de la Baleine face au noyau villageois de Whapmagoostui et Kuujjuarapik. À partir du littoral de la baie James, cette section s'étend jusqu'à environ 12 kilomètres vers l'est en comprend par ailleurs le cours inférieur de la rivière Sasapimakwananistikw.
La deuxième section est constituée de la péninsule située à l'est de la confluence de la rivière Denys et de la Grande rivière de la Baleine. À partir du point de confluence, elle s'étend sur une distance d'environ 11 kilomètres vers l'est. Majoritairement située au sud de la Grande rivière de la Baleine, une petite partie de cette deuxième section est tout de même située au nord de ce cours d'eau, tout juste à l'est de la terre réservée crie de Whapmagoostui. 

### Municipalités limitrophes
Le tableau suivant présente des données imprécises, considérant que les deux territoires formant la municipalité de village cri ne sont pas limitrophes et sont distancés d'environ 22 kilomètres.

## Description
Comme plusieurs autres entités autochtones, Whapmagoostui est composée d'une terre réservée crie de catégorie IA, de juridiction fédérale, ainsi que d'une municipalité de village cri de catégorie IB, de juridiction provinciale. D'un point de vue administratif, la municipalité de village cri de Whapmagoostui est constituée de deux territoires non contigus situés de part et d'autre de la terre réservée crie. 
La population cumulée des deux territoires est comptabilisée sur le territoire de catégorie IA.
Le village est limitrophe du village nordique de Kuujjuarapik, avec une population d'environ 500 personnes, dont la très grande majorité est inuite. Avec les 13 autres villages nordiques du Nunavik, Kuujjuarapik fait partie de l'Administration régionale Kativik. Un petit nombre d'Inuits vivent aussi dans le village cri de Chisasibi, à quelque 250 km au sud, à l'embouchure de la Grande Rivière.
Les villages jumelés ont été créés en vertu de la Convention de la Baie-James et du Nord québécois de 1975. Jusqu'aux années 1980, le village était connu par les noms de Poste-de-la-Baleine et Great Whale River. Une station de recherche du Centre d'études nordiques de l'Université Laval se trouve dans le village depuis les années 1960.
De 1960 à 1970, le foyer fédéral de Great Whale River y est établi.

## Galerie

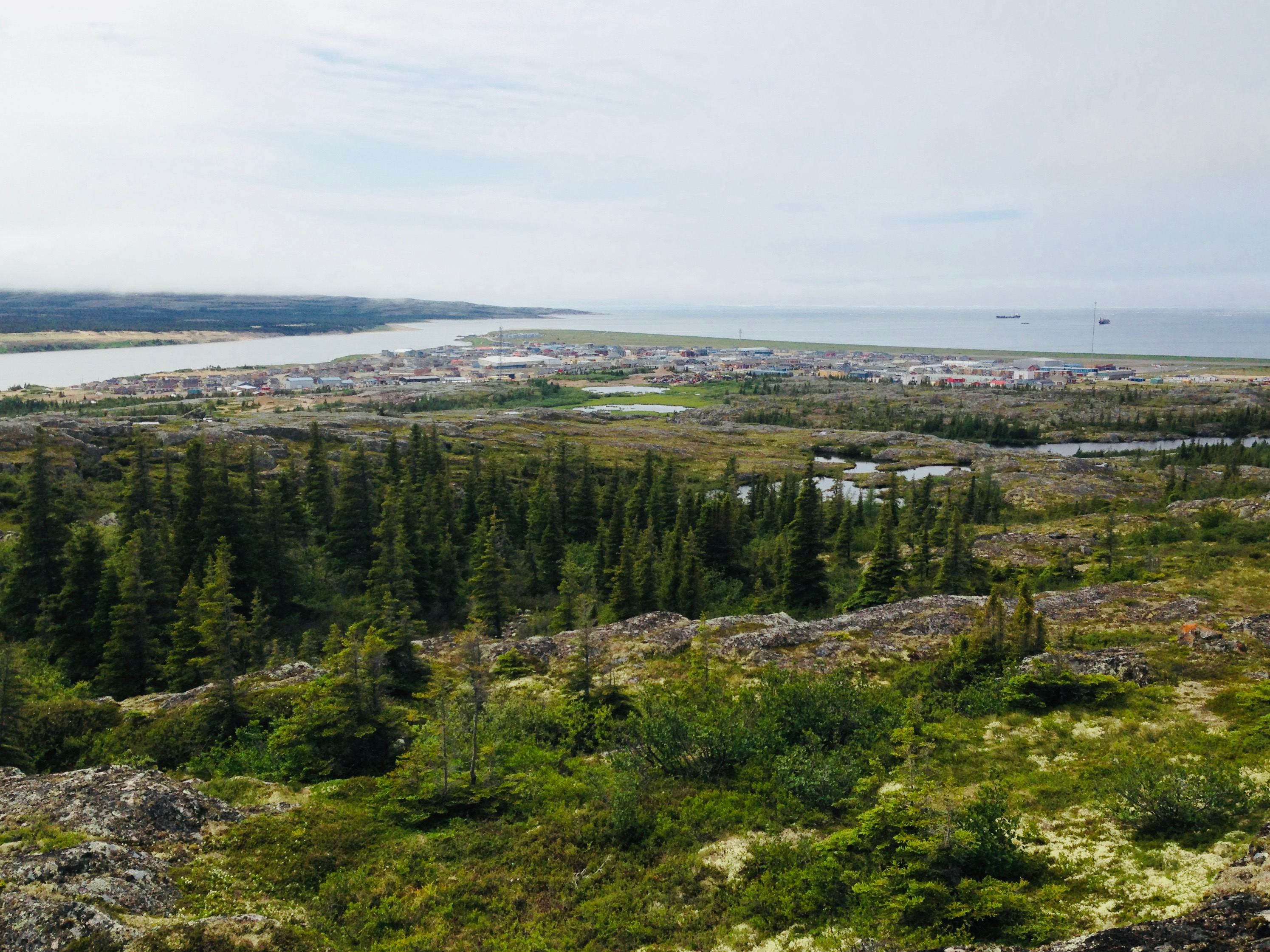
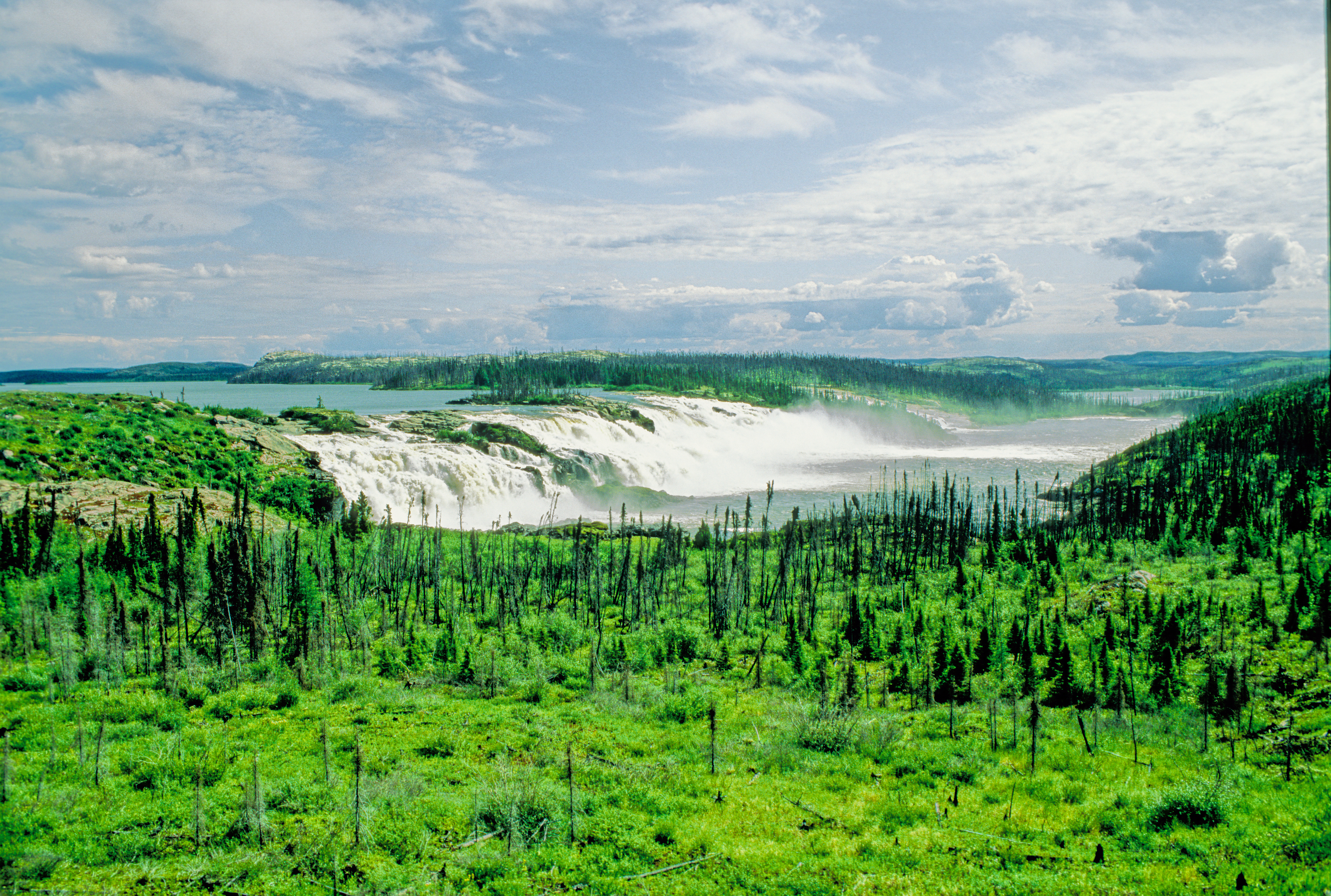
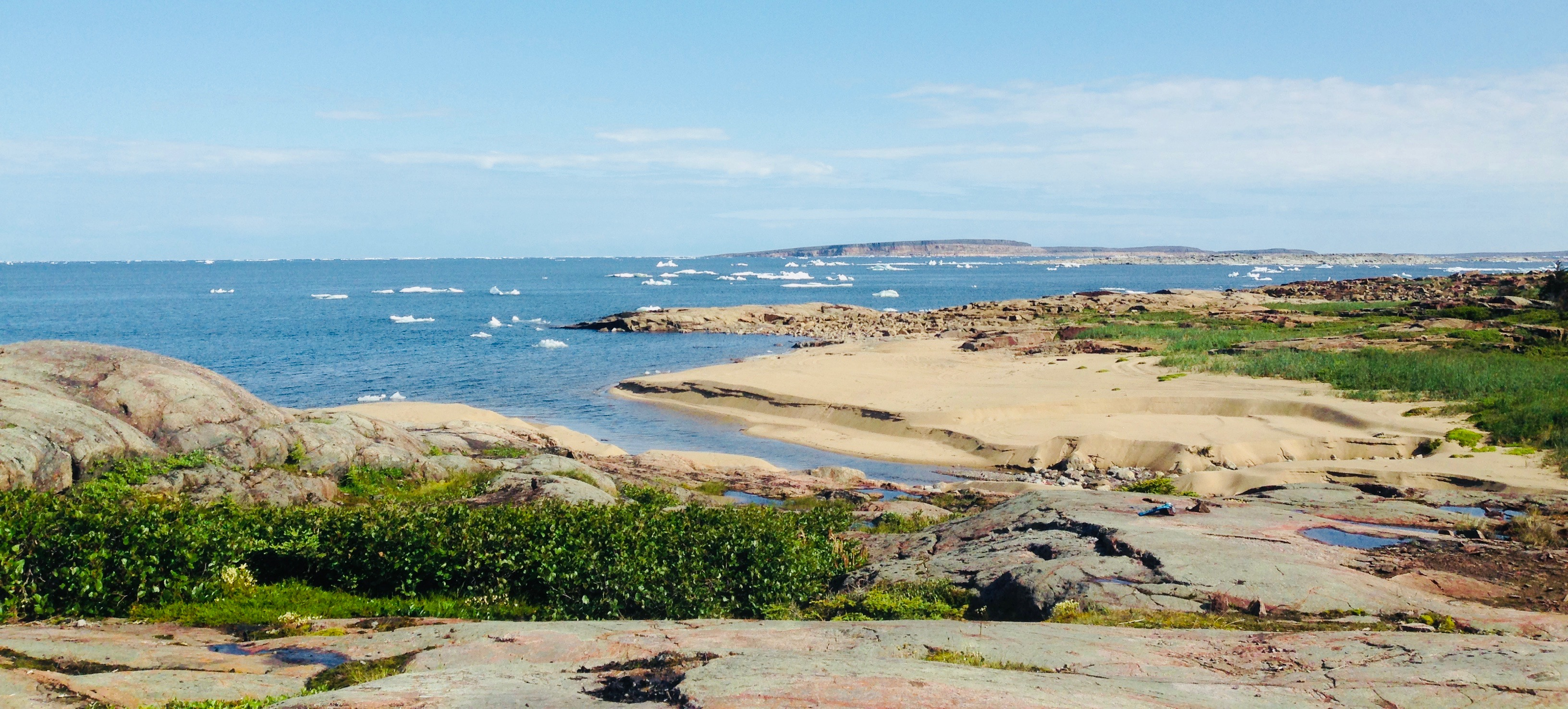
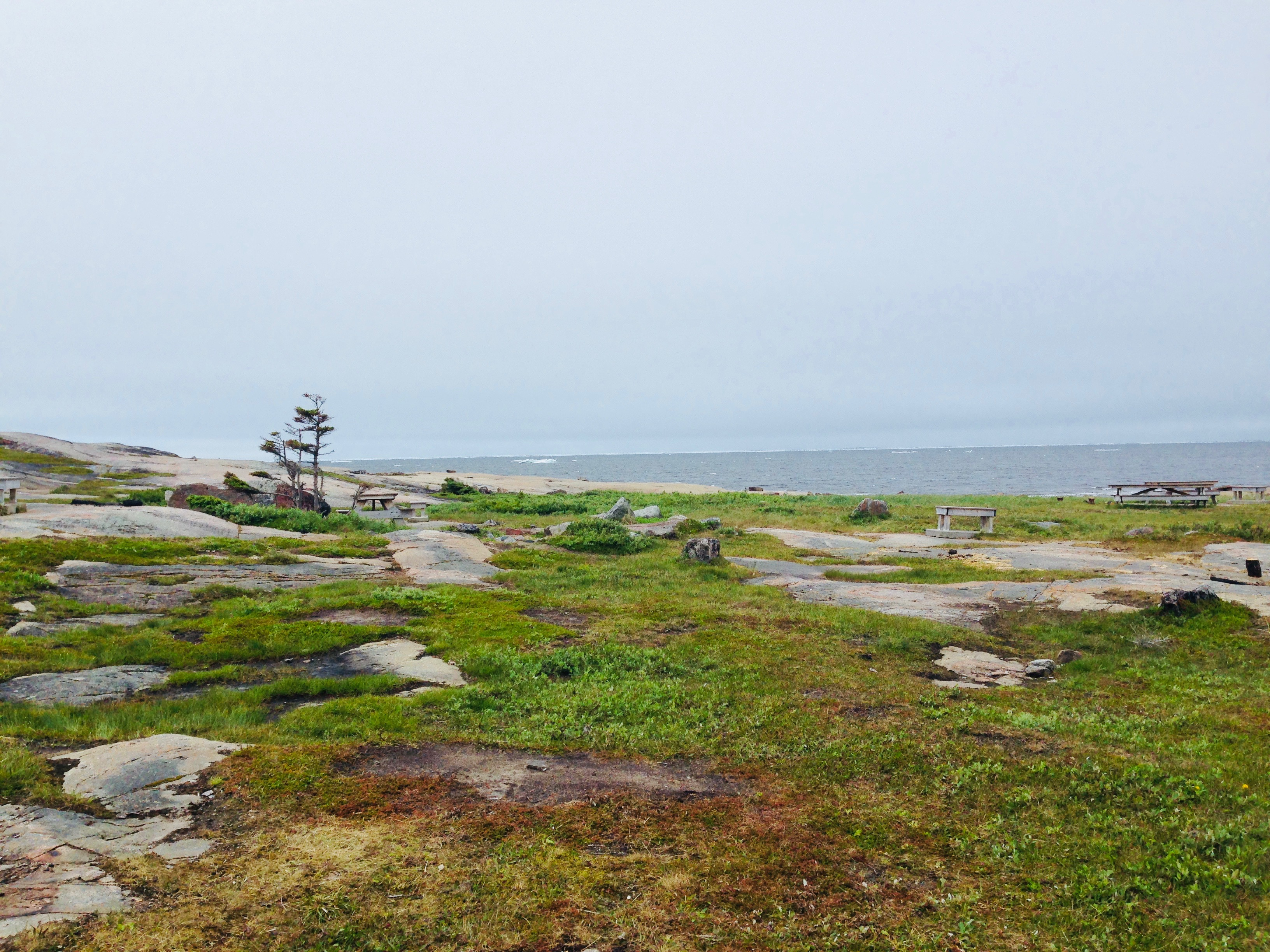
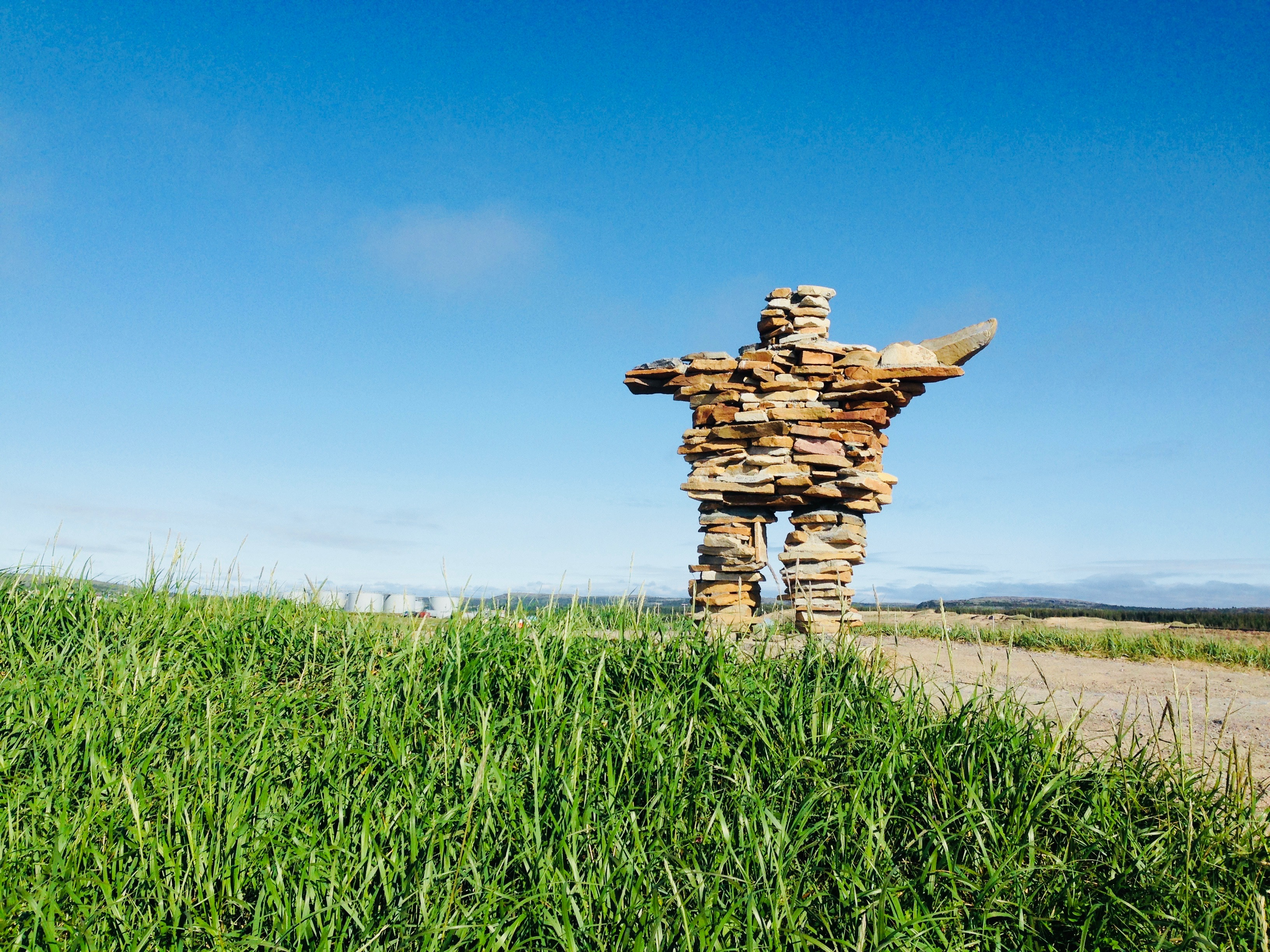
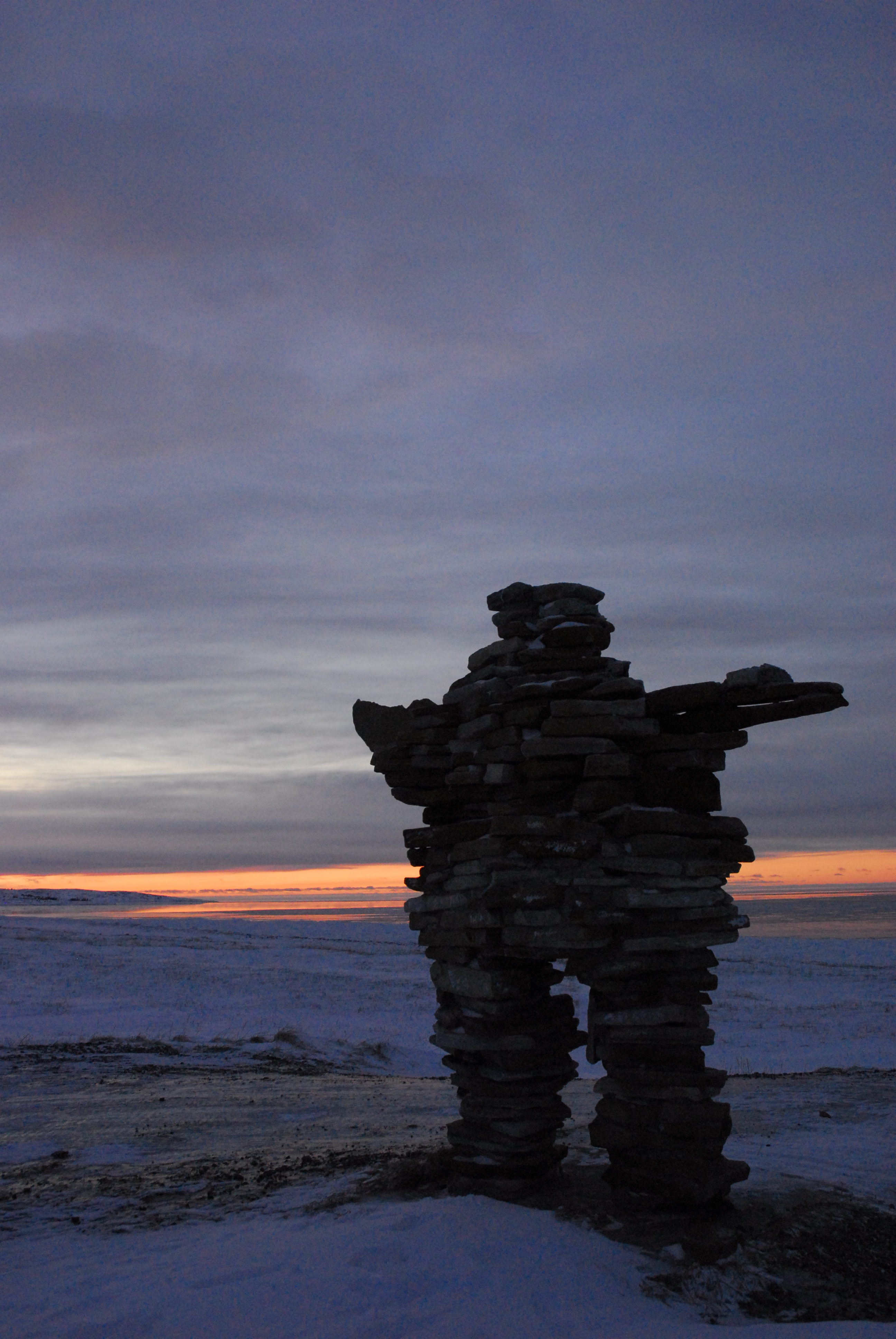
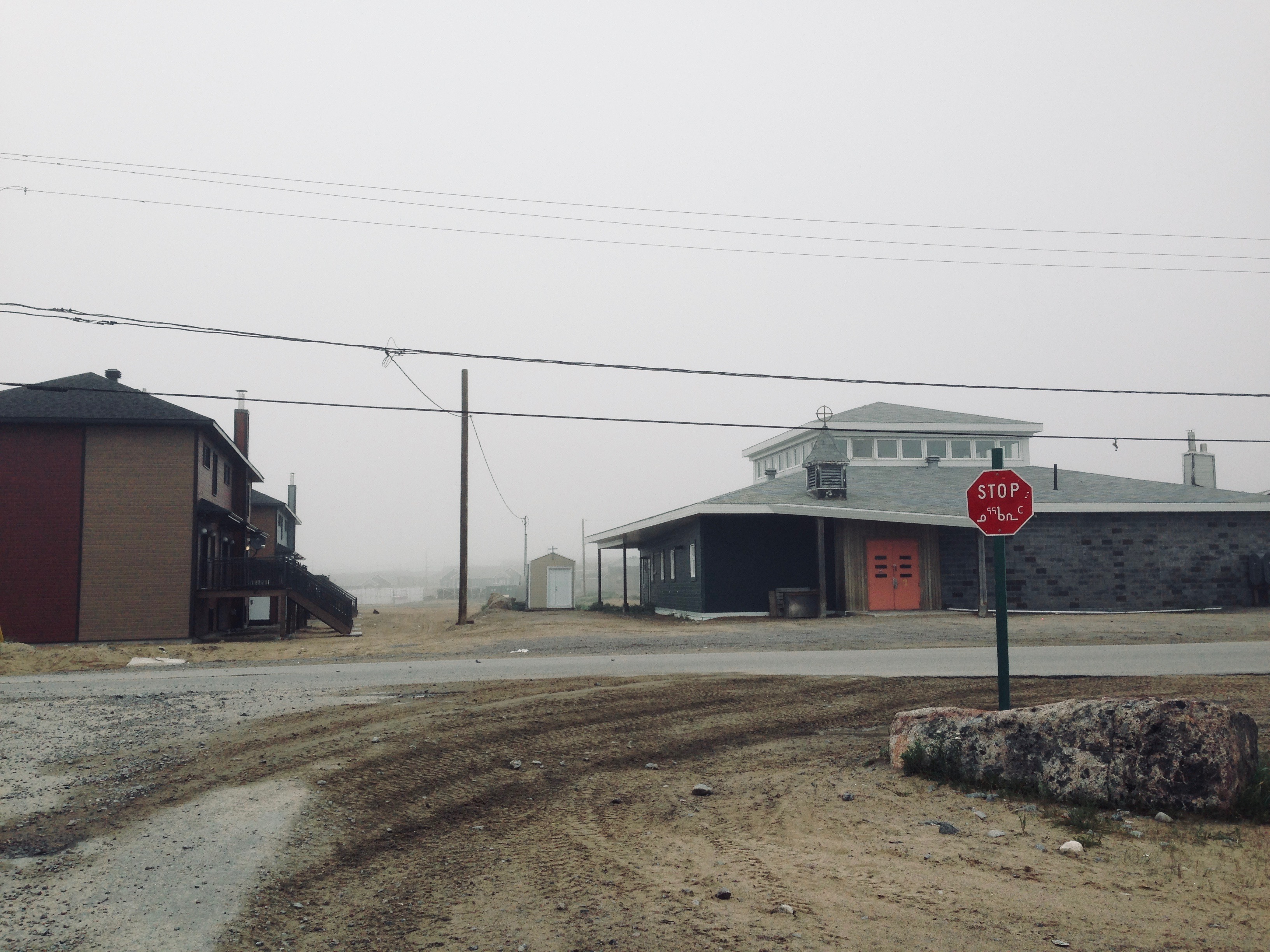
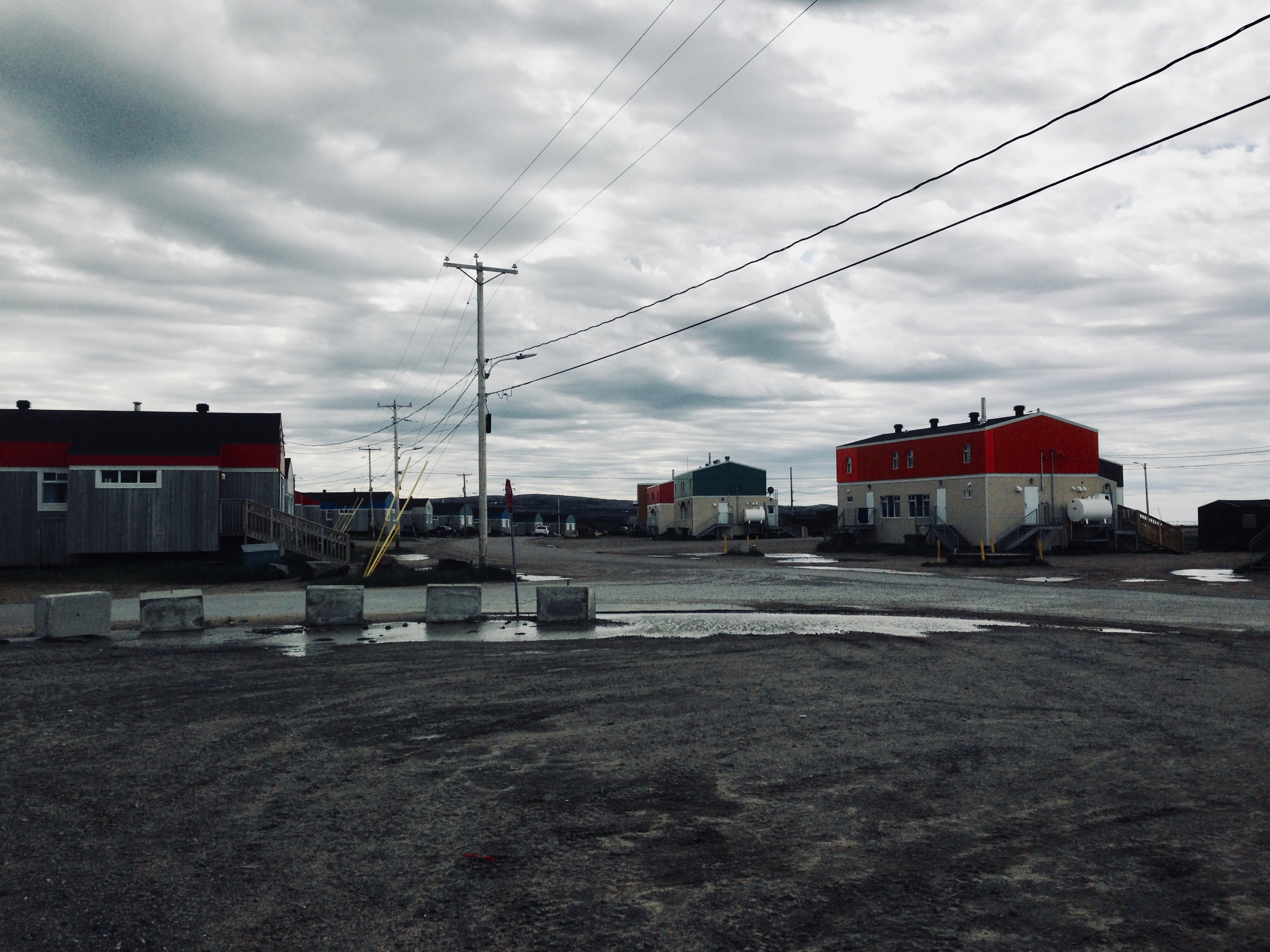